# Zigomar contro Nick Carter
Zigomar contro Nick Carter (Zigomar contre Nick Carter) è un film muto del 1912 diretto da Victorin-Hippolyte Jasset.

## Trama
Zagomar, creduto erroneamente morto dopo la precedente avventura, torna ad utilizzare la sua diabolica immaginazione per infiltrarsi nella Prefettura di Marsiglia dove colloca una bomba. Il bandito utilizza ogni tecnica scientifica e di travestimento per ottenere i suoi loschi obiettivi, aiutato in questo da una giovane a lui sottomessa. Ma alla fine il poliziotto Nick Carter riuscirà ad avere ragione del malvivente, che sarà catturato.

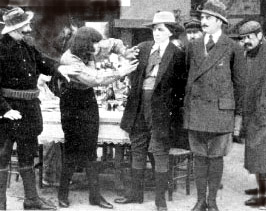
fotogramma del film

## Produzione
Il film, tratto dal romanzo di Léon Sazie, fu prodotto dalla Éclair e girato in Camargue, alle Bouches-du-Rhône. Fu lo stesso Sazie e proporre alla Éclair di sfruttare cinematograficamente il personaggio da lui creato, di cui curò anche le sceneggiature. Gli interpreti provenivano dal "Teatro Antoine", come Arquillière, oppure avevano doti acrobatiche come Bataille. Il personaggio del poliziotto Nick Carter fu impostato in concorrenza con una analoga figura, Nick Winter, creata dalla Pathé.

## Distribuzione
Distribuito dalla G.W. Bradenburgh, il film uscì nelle sale francesi il 20 marzo 1912.

### Date di uscita
- Francia	20 marzo 1912
- Giappone	1º maggio 1912
- Italia 25 marzo 1912[3]

Alias
- De bende van Z.	Paesi Bassi (titolo informale letterale)
- Zigomar Against Nick Carter 	Internazionale (titolo informale) (titolo Inglese)
- Zigomar contra Nick Carter	 Germania
- Zigomar versus Nick Carter 	Internazionale (titolo informale) (titolo Inglese)
- Zigomar contro Nick Carter[3]